# Drzewica australijska
Drzewica australijska (Dendrocygna eytoni) – gatunek średniej wielkości ptaka z podrodziny drzewic (Dendrocygninae) w rodzinie kaczkowatych (Anatidae). 

## Taksonomia
Opisany po raz pierwszy w 1838 roku przez Eytona pod nazwą Leptotarsis Eytoni na podstawie okazu znalezionego w północno-zachodniej Australii. Takson monotypowy. W niewoli stwierdzono możliwość krzyżowania się z D. bicolor i D. arborea.

## Występowanie
Drzewica australijska występuje w północnej i wschodniej Australii. Zagubione osobniki spotyka się również w Indonezji, Nowej Zelandii, Papui-Nowej Gwinei i na Wyspach Salomona.

## Morfologia
Długość ciała 40–45 cm, rozpiętość skrzydeł 75–90 cm, masa ciała samców 600–930 g, samic 580–1400 g. 

## Status
W Czerwonej księdze gatunków zagrożonych Międzynarodowej Unii Ochrony Przyrody drzewica australijska od 1988 roku klasyfikowana jest jako gatunek najmniejszej troski (LC – Least Concern). Globalny trend liczebności populacji uznawany jest za stabilny, choć liczebność fluktuuje.